# Aaberg
Aaberg hay Åberg là một họ có nguồn gốc từ Thụy Điển. Những người mang họ này bao  gồm:
- Arvid Åberg (1885–1950), vận động viên điền kinh Thụy Điển
- Georg Åberg (1893–1946), vận động viên điền kinh Thụy Điển
- Gurli Åberg (1843–1922), nữ diễn viên Thụy Điển
- Jan Håkan Åberg (1916–2012), nhà soạn nhạc Thụy Điển
- Inga Åberg (1773–1837), diễn viên và ca sĩ Thụy Điển
- Lars Wilhelm Åberg (1879–1942), kỹ sư và doanh nhân Phần Lan
- Lasse Åberg (born 1940), đạo diễn điện ảnh Thụy Điển
- Majken Åberg (1918–1999)
- Philip Aaberg (born 1949), nghệ sĩ piano jazz Mỹ
- Sandro Key-Åberg (1922–1991), nhà thơ và tiểu thuyết gia Thụy Điển
- Sean Aaberg (born 1976), nghệ sĩ Mỹ
- Ulrika Åberg (1771–1852), vũ công Thụy Điển
- Victoria Åberg (1824–1892), nghệ sĩ Phần Lan
- Wendla Åberg (1791–1864), vũ công Thụy Điển
- Pontus Åberg (born 1993), vận động viên khúc côn cầu trên băng Thụy Điển